# Miroslav Varga
Miroslav Varga (n. 21 septembrie 1960, Žatec⁠(d), Republica Socialistă Cehă, Cehoslovacia) este un trăgător de tir ce a reprezentat Cehoslovacia, medaliat olimpic. A participat la 3 ediții ale Jocurilor Olimpice (1988, 1992, 2008) în care a câștigat o medalie de aur.